# Samuel Kargbo
Samuel Kargbo (* 13. April 1974 in Banjul) ist ein ehemaliger gambischer Fußballspieler. Er war bis 2002 aktiver Mittelfeldspieler bei der gambischen Fußballnationalmannschaft.

## Leben
Kargbo wurde in Gambia geboren und spielte Vereinsfußball in der dortigen Liga. Ab 1991 bis 1996 war er in Belgien bei KSK Ronse und von 1996 bis 1999 bei KMSK Deinze. Dann spielte er für den gambischen Steve Biko FC und half dem Verein im Jahr 2000, seinen ersten gambischen Pokal zu gewinnen.
Er bestritt mehrere Einsätze für die gambische Fußballnationalmannschaft, darunter 1995 beim Amílcar-Cabral-Cup in Mauretanien und in den Qualifikationsrunden zur FIFA-Weltmeisterschaft 1998.